# Хадзама, Митио
Митио Хадзама (яп. 羽佐間道夫 Michio Hazama, родился 7 октября 1933 года, Токио, Япония) — сэйю. Наиболее известен по озвучиванию Бруно Дж. Глобал в Макроссе. В 2008 году получил приз «За заслуги» Seiyu Awards.

## Работы в анимации
- 1979 — Анна из Зеленых Мезонинов — Голос за кадром
- 1982 — Гиперпространственная крепость Макросс — Бруно Дж. Глобал (Генри Дж. Гловал)
- 1984 — Wata no Kuni Hoshi — Отец Токио
- 1984 — Макросс: Помнишь ли нашу любовь? — Бруно Дж. Глобал (Генри Дж. Гловал)
- 1987 — Hitomi no Naka no Shounen: Juugo Shounen Hyouryuuki — Отец Джека
- 1988 — Легенда о героях Галактики OVA-1 — Вальтер фон Шёнкопф
- 1992 — Spirit of Wonder: China-san no Yuu-utsu — Доктор Брекенридж
- 1992 — Зеленая легенда Рана — Дзик
- 1995 — Воспоминания о будущем — Нирасаки (Stink Bomb)
- 2001 — Spirit of Wonder: Shonen Kakagu Club — Брекенридж
- 2008 — Мэгуми — Голос за кадром
- 2008 — Ультрафиолет: Код 044 — Кинг